# Kigoma Rural (huyện)
Kigoma Rural là một huyện thuộc vùng Kigoma, Tanzania. Thủ phủ của huyện Kigoma Rural đóng tại Kigoma. Huyện Kigoma Rural có diện tích 11545 ki lô mét vuông. Đến thời điểm điều tra dân số ngày 25 tháng 8 năm 2002, huyện Kigoma Rural có dân số 489271 người.